# Chrysemosa piresi
Chrysemosa piresi is een insect uit de familie van de gaasvliegen (Chrysopidae), die tot de orde netvleugeligen (Neuroptera) behoort. 
Chrysemosa piresi is voor het eerst wetenschappelijk beschreven door Hölzel & Ohm in 1982.